# Naturorienterande ämnen
Naturorienterande ämnen (NO), även kallat naturvetenskapliga ämnen (NV)[källa behövs], är ett samlingsbegrepp för ämnena biologi, fysik och kemi i grundskolan i Sverige. Enligt rådande timplan skall eleverna få minst 800 timmars utbildning i de naturorienterande ämnena. En skola kan välja att ge eleverna betyg i varje enskilt ämne, eller ett samlingsbetyg i ämnesblocket Naturorienterande ämnen.